# Montes Huiarau

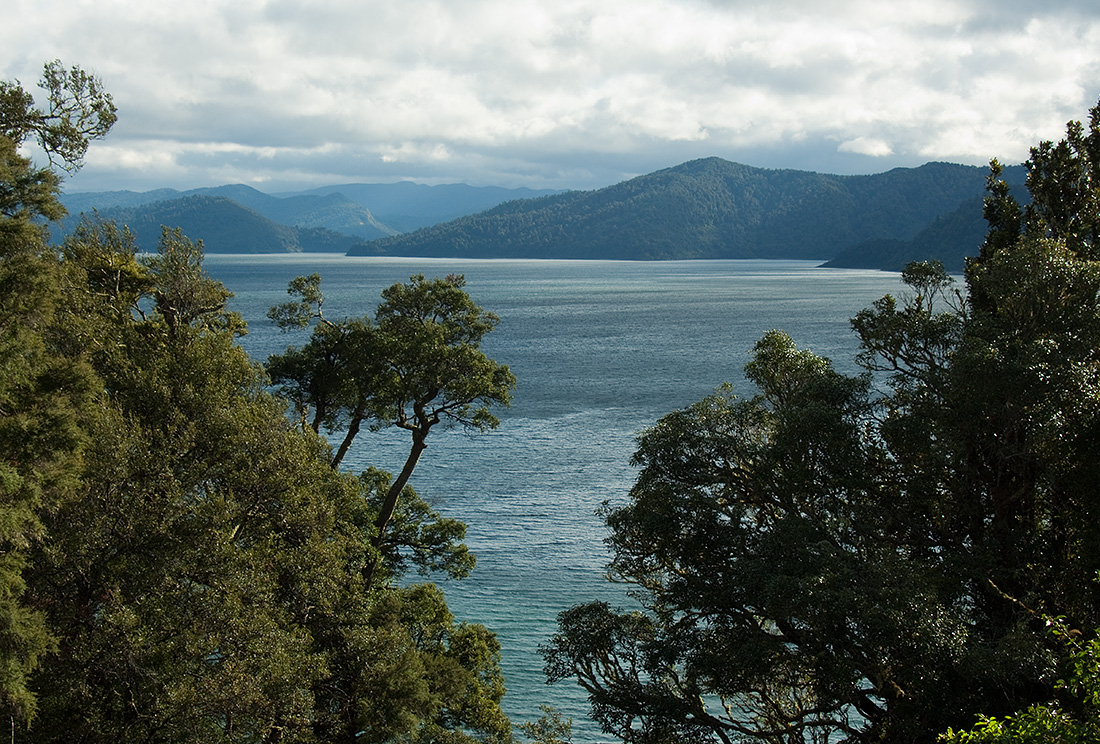
Lgo Waikaremoana

Los Montes Huiarau es una cadena en el noreste de la Isla Norte en Nueva Zelanda. Parte del espinazo de las montañas que se extienden paralelas en la costa este, es una extensión sur-occidental de los Montes Raukumara, extendiéndose entre el extremo de esa cadena y la Meseta Volcánica de la Isla Norte. 
Picos dentro de la cadena incluyen el Monte Manuoha (1403 m), Maungataniwha (1369 m), y Maungapohatu (1366 m). El Lago Waikaremoana está cerca del límite sur de la cadena.